# Hydnophytum philippinense
Hydnophytum philippinense är en måreväxtart som beskrevs av Odoardo Beccari. Hydnophytum philippinense ingår i släktet Hydnophytum och familjen måreväxter.
Artens utbredningsområde är Filippinerna. Inga underarter finns listade i Catalogue of Life.